# Johan Buziau
Johannes Franciscus Buziau (Den Haag, 7 januari 1877 - Rijswijk (Zuid-Holland), 3 februari 1958) was een Nederlandse clowneske komiek en revue-artiest. Hij werd meestal John Buziau genoemd of kortweg Buus. In de jaren tussen de twee wereldoorlogen was hij Nederlands meest geliefde komiek.
Buziau werd geboren in een muzikantenfamilie. Toen hij 6 jaar was, verhuisde het gezin naar Amsterdam en later naar Antwerpen. Van jongs af aan wilde hij theaterartiest worden, maar hij vond werk als ijsverkoper in een theater tijdens de pauze van de voorstelling. Omdat hij meer wilde, trad hij in dienst bij Circus Renz in een act met waterballetten, gevolgd door een ladder-act met een groep acrobaten. Al op zeventienjarige leeftijd werd hij voltijds artiest en trok rond met clowneske nummers waarvan zijn creatie Professor Rikiri de beroemdste werd. Met deze act zwierf hij negen jaar langs theaters in binnen- en buitenland; het leidde tot een internationale carrière. In 1914 werd hij door Henri ter Hall gevraagd te komen optreden in de revue Pas d'r op; hij werd hierdoor een revueartiest in plaats van variétéartiest. Doordat hij nu een vast inkomen kreeg, kon hij huwen met Geertruitje Hartemink en kon hij zich ook vestigen in Rijswijk.  Met het uitbreken van de Eerste Wereldoorlog beperkte hij zich noodgedwongen tot Nederland, waar hij vanaf 1914 de publiekstrekker voor het Eerste Nederlandse Revue Gezelschap van Henri ter Hall werd. De Ter Hall Revue werd in 1928 opgeheven omdat de Bouwmeester Revue veel populairder was. Buziau trad in dienst bij Louis Bouwmeester jr. en van 1928 tot 1942 vervulde hij dezelfde rol voor de Bouwmeester Revue. Buziau was in de periode tussen de beide wereldoorlogen als clown onbetwist Nederlands populairste komiek. Filmbeelden van de nummers die hij op het podium deed, zijn nooit gedraaid, omdat hij bang was dat het publiek anders niet meer op zijn theateroptredens af zou komen. 
Zijn humor stoelde op zijn wit geschminkte gezicht, een perfecte timing en droge opmerkingen, zonder banaal of dubbelzinnig te zijn.
Tijdens de Tweede Wereldoorlog werden artiesten vaak ongewild de aangevers van verzetsreacties door het publiek. Van Buziau werden toespelingen verwacht en het publiek applaudisseerde dankbaar voor elk dubbelzinnig woord. Beroemd werd zijn uitspraak: "Vroeger hadden we het goed, maar nu hebben we het beter... 't Is te hopen dat we het weer goed krijgen...". In een andere voorstelling kwam Buziau met een enorm portret het podium op lopen, waarna hij zei: "Ik kreeg een portret van oom Herman, maar nou weet ik niet wat ik ermee moet doen. Ophangen of tegen de muur zetten?" (een verwijzing naar de gehate Luftwaffeleider Hermann Göring).
In mei 1942 werd Buziau, evenals vele andere populaire Nederlandse artiesten, door de Duitse bezetters als Todeskandidat gedetineerd in het gijzelaarskamp in Haaren. Hij werd alweer snel vrijgelaten: een Haagse relatie had functionarissen omgekocht. Hij trad na die tijd nooit meer op, omdat de gebeurtenissen hem te diep hadden geraakt. Wel maakte Toon Hermans furore met een Buziau-imitatie vanaf 1943. Hij zou later uitgroeien tot een van de grote drie van het Nederlandse cabaret na 1945. Ook Wim Sonneveld en Wim Kan, de andere twee van dit trio, lieten meer dan eens weten dat ze Buziau als een van hun grootste voorbeelden beschouwden.
Uit archiefonderzoek is gebleken dat Buziau analfabeet was, slechts enkele woorden kon schrijven en tijdens de crisistijd 5000 gulden per week met zijn optredens verdiende.

## Geluids- en filmopnamen
Twee geluidsfragmenten uit een optreden in 1936 zijn bewaard gebleven.
Op 4 oktober 2016 besteedde de radio- en televisierubriek Eenvandaag Cultuur een deel van de uitzending aan Buziau, met filmfragmenten en een lange radio-opname. Voorts zijn nog twee filmfragmenten bewaard gebleven: een repetitiescène met onder anderen Siem Nieuwenhuyzen en een Polygoon Profilti-opname uit 1947 bij de 70ste verjaardag van Johan Buziau.

## Onderscheiding
Buziau ontving op 30 augustus 1933 de onderscheiding Ridder in de Orde van Oranje-Nassau.

## Privé
Buziau huwde in 1909 met Margaretha Catharina Elizabeth Beekman, van wie hij in 1915 scheidde. Het huwelijk bleef kinderloos. In 1916 huwde hij met Wilhelmina Johanna Geertruida Hartemink. Uit dit huwelijk werd een zoon geboren, Charles Emille.

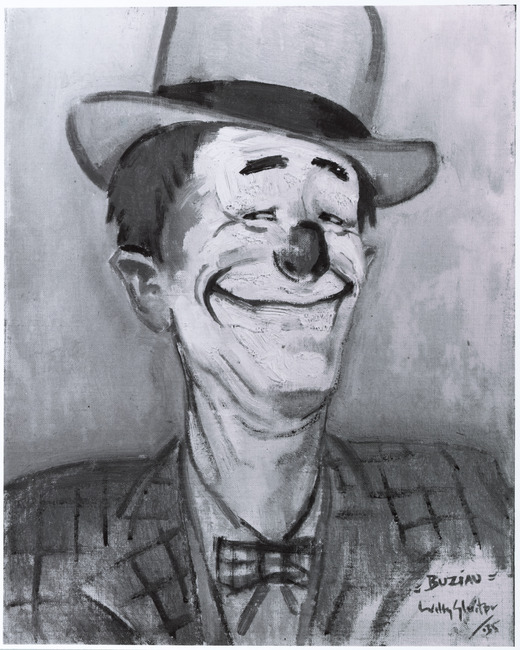
Buziau (door Willy Sluiter)
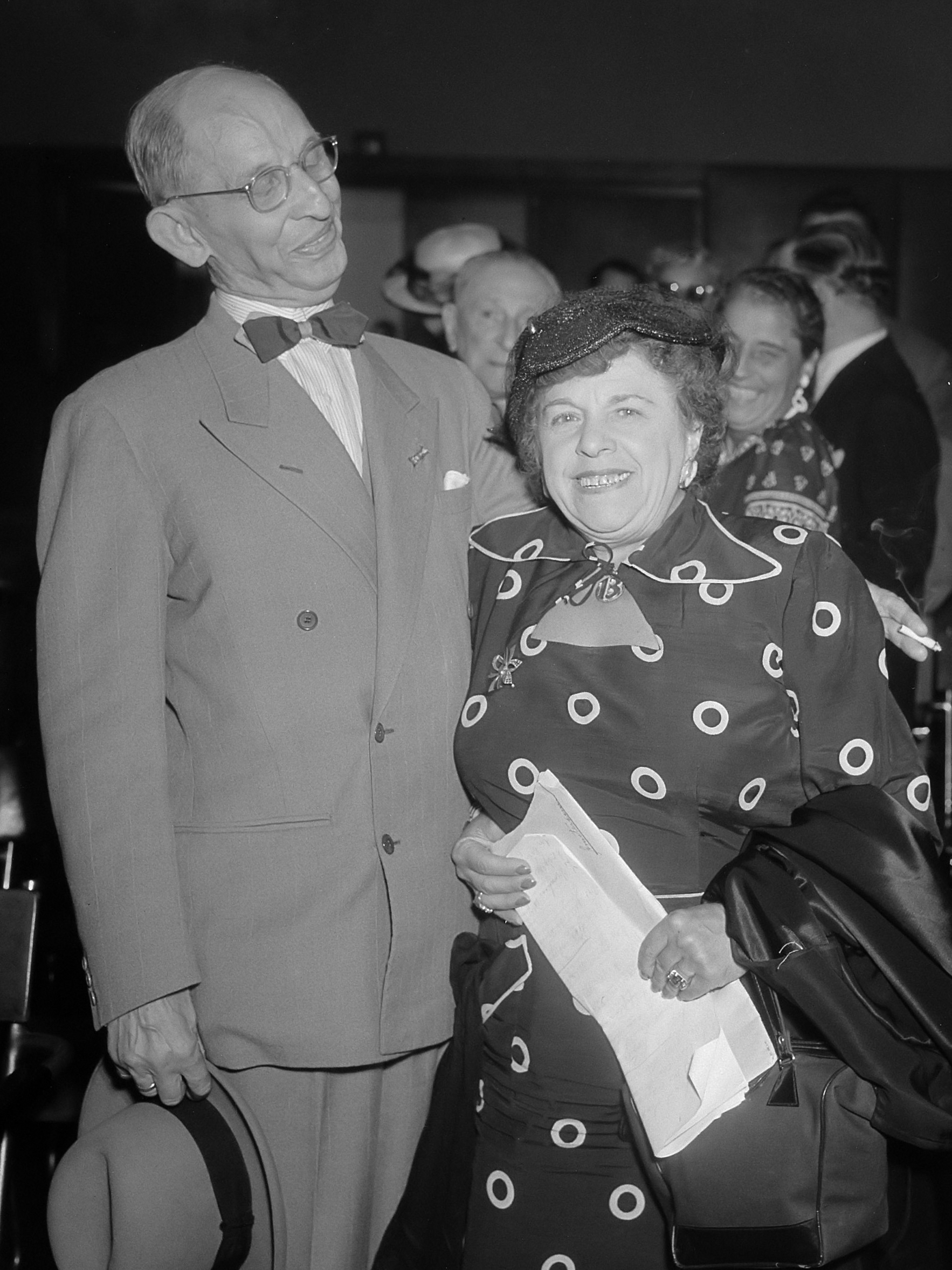
Johan Buziau en Henriette Davids (1952)
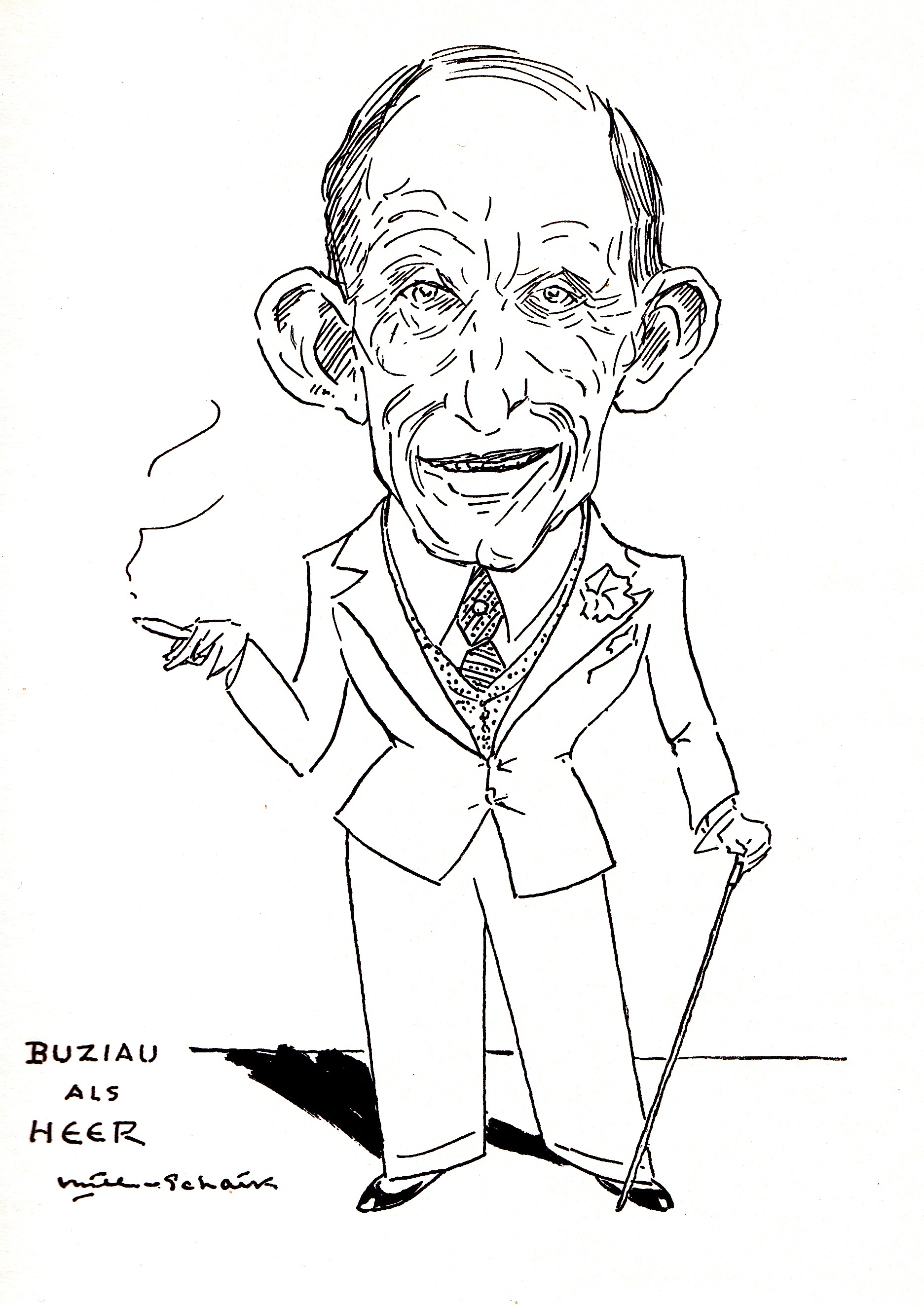
Buziau door Willem van Schaik (1937)
- Buziau (verjaarsvisite 1947 en optreden 1932)